# Lurlyne Greer
Lurlyne Ann Greer, coniugata Mealhouse e, successivamente, Rogers (15 dicembre 1928 – 16 febbraio 2001), è stata una cestista statunitense.

## Carriera
Con gli Stati Uniti ha disputato i Giochi panamericani di Città del Messico 1955, vincendo la medaglia d'oro.
Nel 2004 è stata introdotta nella Women's Basketball Hall of Fame.